# فوكا ناغانو
فوك ناغانو (長野 風花) (9 مارس 1999 في طوكيو في اليابان) هي لاعبة كرة قدم يابانية محترفة تلعب كلاعبة وسط مع نادي ليفربول في دوري السوبر للسيدات ومنتخب اليابان الوطني للسيدات.
بدأت ناغانو مسيرتها الكروية مع نادي أوراوا ريد دايموندز عام 2014. وانضمت إلى نادي هيونداي ستيل ريد أنجلز في دوري دبليو كي عام 2018. ثم عادت إلى اليابان ولعبت مع فريق تشيفور إيه إس إلفين سايتاما في الدرجة الثانية قبل أن تنضم إلى مينافي سينداي في الموسم الافتتاحي لدوري دبليو إي حتى عام 2022، ثم سافرت إلى للولايات المتحدة الأمريكية للانضمام إلى نادي نورث كارولاينا كوريج في الدوري الوطني لكرة القدم للسيدات. غادرت في نهاية الموسم للانضمام إلى ليفربول في دوري السوبر للسيدات.
على مستوى منافسات الوطنية مثلت ناغانو اليابان في جميع فئات الشباب، فازت مع منتخب اليابان في بطولة كأس العالم للسيدات تحت 17 سنة وبطولة كأس العالم للسيدات تحت 20 سنة مع منتخب بلادها. حصلت على لقب أفضل لاعبة كرة قدم شابة آسيوية في حفل توزيع جوائز الاتحاد الآسيوي لكرة القدم السنوي في عام 2017، شاركت لأول مرة مع منتخب اليابان الأول في مباراة ودية عام 2018. ومنذ ذلك الوقت مثلت اليابان في كأس العالم للسيدات، وفي دورة الألعاب الأولمبية الصيفية 2024 في باريس، وكأس آسيا للسيدات، وبطولة كأس شرق آسيا لكرة القدم.

## مسيرتها الكروية

### نادي أوراوا ريدز
في عام 2014، لعبت ناغانو مع نادي أوراوا ريدز في دوري ناديشيكو الياباني الممتاز، وساعدت الفريق على الفوز ببطولة الدوري.

### إنتشون هيونداي ستيل ريد أنجلز
في 18 مارس 2018، وقّعت ناغانو عقدًا لمدة عام واحد مع نادي إنتشون هيونداي ستيل ريد أنجلز. في 23 أبريل، ظهرت لأول مرة في مباراة تعادل السلبي مع نادي كيونغجو كيه إتش إن بي. في 1 يونيو، سجلت هدفها الأول في فوز على أرضها بنتيجة 7-1 ضد تشانغنيونغ. فازت بدوري دبليو كي في موسمها الوحيد مع الفريق.

### تشيفور إيه إس إلفن سايتاما
في يناير 2019، غادرت ناغانو كوريا الجنوبية وعادت إلى موطنها اليابان لتلعب مع نادي تشيفوري إيه إس إلفن سايتاما، من الدرجة الثانية. صرحت أن دافعها للانضمام كان احترامها الكبير لمدرب الفريق، هيروشي يوشيدا.

### مينافي سينداي
في يناير 2021، انضمت ناغانو إلى مينافي سينداي.

### نورث كارولينا كوريدج
في يوليو 2022، أكدت ناغانو انضمامها إلى فريق نورث كارولينا كوريدج في الدوري الوطني لكرة القدم للسيدات. سجلت هدفها الأول مع الفريق في 20 أغسطس في مباراة الفوز 4-0 على شيكاغو ريد ستارز.

### نادي ليفربول
في يناير 2023، انضمت ناغانو إلى ليفربول، فريق الدوري الممتاز للسيدات. كان من المقرر أن تكمل مباراتها الأولى في 22 يناير 2023 في مباراة بالدوري ضد تشيلسي قبل أن تُلغى المباراة بعد 6 دقائق من اللعب. ظهرت لأول مرة رسميًا في مباراة تنافسية خسرت فيها 1-0 أمام وست هام يونايتد في ربع نهائي كأس الاتحاد الإنجليزي لكرة القدم للسيدات في 25 يناير 2023. سرعان ما رسخت مكانتها كعنصر أساسي في الفريق، حيث بدأت في جميع مباريات ليفربول المتبقية في موسم 2022-23. واصلت ناغانو لعب دور أساسي في تشكيلة ليفربول في دوري السوبر للسيدات خلال موسم 2023-24، حيث بدأت في 21 مباراة من أصل 22 مباراة في الدوري. ساعدت ليفربول على احتلال المركز الرابع في الدوري، وهو أعلى مركز لهم في الدوري منذ فوزهم باللقب عام 2014. سجلت ناغانو هدفها الأول مع ليفربول في 14 مارس 2025، وكان الهدف الثاني في فوز ليفربول 3-1 على مانشستر يونايتد في أنفيلد.

## مسيرتها الدولية

### منتخب اليابان للشباب
في عام 2016، شاركت ناغانو في بطولة اليابان للسيدات تحت 15 عامًا. وكانت جزءًا من فريق تحت 16 عامًا الذي فاز ببطولة آسيا للسيدات تحت 16 عامًا 2013 في الصين، وفريق تحت 17 عامًا الذي فاز بكأس العالم للسيدات تحت 17 عامًا 2014 في كوستاريكا. وقادت اليابان إلى نهائي كأس العالم للسيدات تحت 17 عامًا 2016 في الأردن، حيث هُزمت أمام كوريا الشمالية بركلات الترجيح، وفازت بجائزة الكرة الذهبية كأفضل هدافة في البطولة. في أغسطس 2018، كانت ناغانو جزءًا من فريق اليابان المنتصر في كأس العالم للسيدات تحت 20 سنة 2018 في فرنسا، حيث قدمت أداءً رائعًا كلاعبة في نصف النهائي، وسجلت هدفًا في المباراة النهائية في الفوز 3-1 على إسبانيا.

### منتخب اليابان الأول
في يونيو 2018، تم استدعاء ناغانو إلى المنتخب الأول لأول مرة لمباراة ودية ضد نيوزيلندا.
في 11 نوفمبر 2018، ظهرت ناغانو لأول مرة مع المنتخب الأول ضد النرويج. رسخت مكانتها كلاعبة أساسية في المنتخب الياباني عام 2022، وكانت جزءًا من الفريق الذي فاز في بطولة كأس شرق آسيا لكرة القدم (سيدات) في اليابان. في 13 يونيو 2023، تم ضمها إلى تشكيلة 23 لاعبة لكأس العالم للسيدات 2023. في 14 يونيو 2024، تم ضم ناغانو إلى تشكيلة اليابان لدورة الألعاب الأولمبية الصيفية 2024. كانت ناغانو جزءًا من تشكيلة اليابان التي فازت في كأس شي بيليفز 2025.

## إحصائيات

### مع النادي
| النادي                        | الموسم  | الدوري                       | الدوري | الدوري  | كأس الوطن | كأس الوطن | كأس الدوري | كأس الدوري | الإجمالي | الإجمالي |
| النادي                        | الموسم  | القسم                        | اللعب  | الأهداف | اللعب     | الأهداف   | اللعب      | الأهداف    | اللعب    | الأهداف  |
| ----------------------------- | ------- | ---------------------------- | ------ | ------- | --------- | --------- | ---------- | ---------- | -------- | -------- |
| أوراوا ريد داياموندز          | 2014    | دوري ناديشيكو                | 3      | 0       | 0         | 0         | —          | —          | 3        | 0        |
| أوراوا ريد داياموندز          | 2015    | دوري ناديشيكو                | 14     | 0       | 1         | 0         | —          | —          | 15       | 0        |
| أوراوا ريد داياموندز          | 2016    | دوري ناديشيكو                | 5      | 0       | 1         | 0         | 8          | 1          | 14       | 1        |
| أوراوا ريد داياموندز          | 2017    | دوري ناديشيكو                | 1      | 0       | 2         | 0         | 4          | 0          | 7        | 0        |
| أوراوا ريد داياموندز          | المجموع | المجموع                      | 23     | 0       | 4         | 0         | 12         | 1          | 39       | 1        |
| إنتشون هيونداي ستيل ريد أنجلز | 2018    | دوري كوريا للسيدات           | 21     | 1       | —         | —         | —          | —          | 21       | 1        |
| إنتشون هيونداي ستيل ريد أنجلز | المجموع | المجموع                      | 21     | 1       | 0         | 0         | 0          | 0          | 21       | 1        |
| تشيفور إيه إس إلفين سايتاما   | 2019    | دوري ناديشيكو الدرجة الثانية | 16     | 1       | 4         | 0         | 8          | 0          | 28       | 1        |
| تشيفور إيه إس إلفين سايتاما   | 2020    | دوري ناديشيكو الدرجة الثانية | 18     | 0       | 2         | 1         | —          | —          | 20       | 1        |
| تشيفور إيه إس إلفين سايتاما   | المجموع | المجموع                      | 34     | 1       | 6         | 1         | 8          | 0          | 48       | 2        |
| مينافي سينداي                 | 2021–22 | دوري وي                      | 20     | 0       | 1         | 0         | —          | —          | 21       | 0        |
| مينافي سينداي                 | المجموع | المجموع                      | 20     | 0       | 1         | 0         | 0          | 0          | 21       | 0        |
| نورث كارولاينا كوريج          | 2022    | الدوري الوطني                | 11     | 2       | —         | —         | —          | —          | 11       | 2        |
| نورث كارولاينا كوريج          | المجموع | المجموع                      | 11     | 2       | 0         | 0         | 0          | 0          | 11       | 2        |
| ليفربول                       | 2022–23 | دوري السوبر للسيدات          | 11     | 0       | 1         | 0         | 1          | 0          | 13       | 0        |
| ليفربول                       | 2023–24 | دوري السوبر للسيدات          | 21     | 0       | 2         | 0         | 2          | 0          | 25       | 0        |
| ليفربول                       | 2024–25 | دوري السوبر للسيدات          | 21     | 1       | 2         | 0         | 3          | 0          | 26       | 1        |
| ليفربول                       | المجموع | المجموع                      | 52     | 1       | 5         | 0         | 6          | 0          | 63       | 1        |
| إجمالي                        | إجمالي  | إجمالي                       | 161    | 5       | 16        | 1         | 26         | 1          | 204      | 7        |

 آخر تحديث 10 مايو 2025.
ملاحظة
1. ↑  يشمل كأس الإمبراطورة، كأس الاتحاد الإنجليزي للسيدات
2. ↑  يشمل كأس رابطة ناديشيكو، كأس الدوري الإنجليزي للسيدات

### مشاركة الدولية
| المنتخب                          | العام   | اللعب | الأهداف |
| -------------------------------- | ------- | ----- | ------- |
| منتخب اليابان لكرة القدم للسيدات | 2018    | 1     | 0       |
| منتخب اليابان لكرة القدم للسيدات | 2021    | 2     | 0       |
| منتخب اليابان لكرة القدم للسيدات | 2022    | 13    | 1       |
| منتخب اليابان لكرة القدم للسيدات | 2023    | 17    | 0       |
| منتخب اليابان لكرة القدم للسيدات | 2024    | 12    | 0       |
| منتخب اليابان لكرة القدم للسيدات | 2025    | 4     | 0       |
| المجموع                          | المجموع | 49    | 1       |

 آخر تحديث 31 مايو 2025.
| رقم | التاريخ       | قادم                                    | الخصم          | النتيجة | النتيجة | المسابقة                               |
| --- | ------------- | --------------------------------------- | -------------- | ------- | ------- | -------------------------------------- |
| 1   | 19 يوليو 2022 | ملعب كاشيما لكرة القدم، كاشيما، اليابان | كوريا الجنوبية | 2–1     | 2–1     | بطولة شرق آسيا لكرة القدم للسيدات 2022 |

## الإنجازات
أوراوا ريد دايموندز
- دوري ناديشيكو: 2014
- وصيف كأس الإمبراطورة: 2014
- وصيف كأس دوري ناديشيكو: 2017

إنتشون هيونداي ستيل ريد أنجلز
- دوري دبليو كي: 2018

اليابان تحت 17 عامًا
- بطولة آسيا للسيدات تحت 16 عامًا: 2013
- كأس العالم للسيدات تحت 17 عامًا: 2014

اليابان تحت 20 عامًا
- بطولة آسيا للسيدات تحت 19 عامًا: 2017
- كأس العالم للسيدات تحت 20 عامًا: 2018

منتخب اليابان
- بطولة شرق آسيا لكرة القدم: 2022
- كأس شي بيليفز لكرة القدم للسيدات: 2025.[32]

جوائز فردية
- الكرة الذهبية لكأس العالم للسيدات تحت 17 عامًا: 2016.[33]
- أفضل لاعبة كرة قدم آسيوية شابة: 2016.[34]

## وصلات خارجية
- فوك ناغانو على موقع الاتحاد الدولي (مؤرشف)  (الإنجليزية)
- فوك ناغانو على موقع إي إس بي إن إف سي (الإنجليزية)
- فوك ناغانو على موقع قاعدة بيانات كرة القدم.إي يو (الإنجليزية)
- فوك ناغانو على موقع Soccerbase.com (لاعب) (الإنجليزية)
- فوك ناغانو على موقع Soccerway.com (الإنجليزية)
- فوك ناغانو على موقع عالم كرة القدم.نت (الإنجليزية)
- فوك ناغانو على موقع اللجنة الأولمبية الدولية (الإنجليزية)